# Кори Монтит
Кори Алан Мајкл Монтит (енгл. Cory Allan Michael Monteith; Калгари, 11. мај 1982 — Ванкувер, Канада, 13. јул 2013) био је канадски глумац, најпознатији по својој улози Фина Хадсона на Фоксовој ТВ серији Гли.
Од тинејџерских дана је имао проблема са алкохолом и дрогама, а у марту 2013. добровољно је отишао на одвикавање.

## Улоге
| Год.       | Назив                         | Улога              |
| ---------- | ----------------------------- | ------------------ |
| 2000-те    |                               |                    |
| 2005.      | Смолвил                       | Фрат каубој        |
| 2005.      | Killer Bash                   | Даглас Вајлан Харт |
| 2006.      | Kraken: Tentacles of the Deep | Мајкл              |
| 2007.      | Невидљиви                     | Џими               |
| 2010-е     |                               |                    |
| 2011.      | Сестре и браћа                | Џастин Монтеган    |
| 2011.      | Кливленд шоу                  | Фин Хадсон         |
| 2009—2013. | Гли                           | Фин Хадсон         |